# Bassey William Andem
Bassey William Andem (Douala, 14 de junho de 1968) é um ex-futebolista de Camarões.
William (como é mais conhecido) é um dos grandes guarda-redes da história recente do Boavista Futebol Clube, clube que defendeu entre 1997 e 2007. Embora não revelasse grande segurança, e não fosse considerado um "grande" na Liga de futebol Portuguesa, era um atleta bastante elástico, e capaz de fazer defesas do "outro mundo".

## Rápida passagem no Brasil
Ele, que em seu país defendeu Union Douala e Olympic Mvolyé (por empréstimo), chegou a atuar em dois clubes brasileiros: o Cruzeiro (de 1994 a 1996, como reserva de Dida) e o Bahia (1997 a 1998).
Foi o goleiro titular do Cruzeiro no título da Copa Master da Supercopa 1995, jogada em dois jogos contra o Olímpia. Não sofreu gol, tendo seu clube vencido por 1 a 0 na volta após um 0 a 0 na ida.
Em 1996, num jogo entre Cruzeiro x Atlético Mineiro, após o juiz ter parado o lance, viveu o momento mais controverso de sua carreira: quando o atacante Euller pegou a bola e deu um drible no goleiro, a torcida se levantou. William, conhecido por ser uma pessoa alegre, agrediu Euller com um pontapé, mas, em seguida, Gutemberg, zagueiro atleticano, foi tirar satisfações com o goleiro, que desferiu um violento soco, deixando o defensor inconsciente no gramado. Ambos foram expulsos.

## Auge em Portugal
Em 1998, William assinou com o Boavista, onde jogou 152 partidas. Na conquista do título português de 2000–01, disputou apenas 6 partidas. Deixou os Axadrezados no final da época 2006/07 e ingressou no Feirense, time da Liga de Honra (2º Escalão), mas só disputou três partidas, tendo amargado a reserva de Hélder Godinho. Aposentou-se dos gramados em 2008, aos 40 anos de idade.

## Seleção Camaronesa
Um dos momentos mais marcantes da carreira de William foi a Copa de 1998, representando Camarões. Porém, Jacques Songo'o, aos 34 anos e reserva nas 2 últimas edições, foi o dono da camisa 1 dos Leões Indomáveis e William, que já atuava pela Seleção desde 1990 (não foi convocado para a Copa de 1994) ainda tinha planos de disputar a Copa de 2002, em nenhum momento foi lembrado pelo técnico alemão Winfried Schäfer para retornar à Seleção, pela qual jogou 52 vezes.

## Pós-aposentadoria
Após deixar os gramados, William voltou para Camarões, onde é dono de um restaurante e também vice-presidente do Union Douala.

## Títulos
Boavista
- Primeira Liga: 1 (2000–01)

Cruzeiro
- Copa Master da Supercopa: 1 (1995)
- Campeonato Mineiro: 3 (1994, 1996 e 1997)
- Copa do Brasil: (1996)

Union Douala
- Campeonato Camaronês: 1 (1990)